# Monumento Tortura Nunca Mais

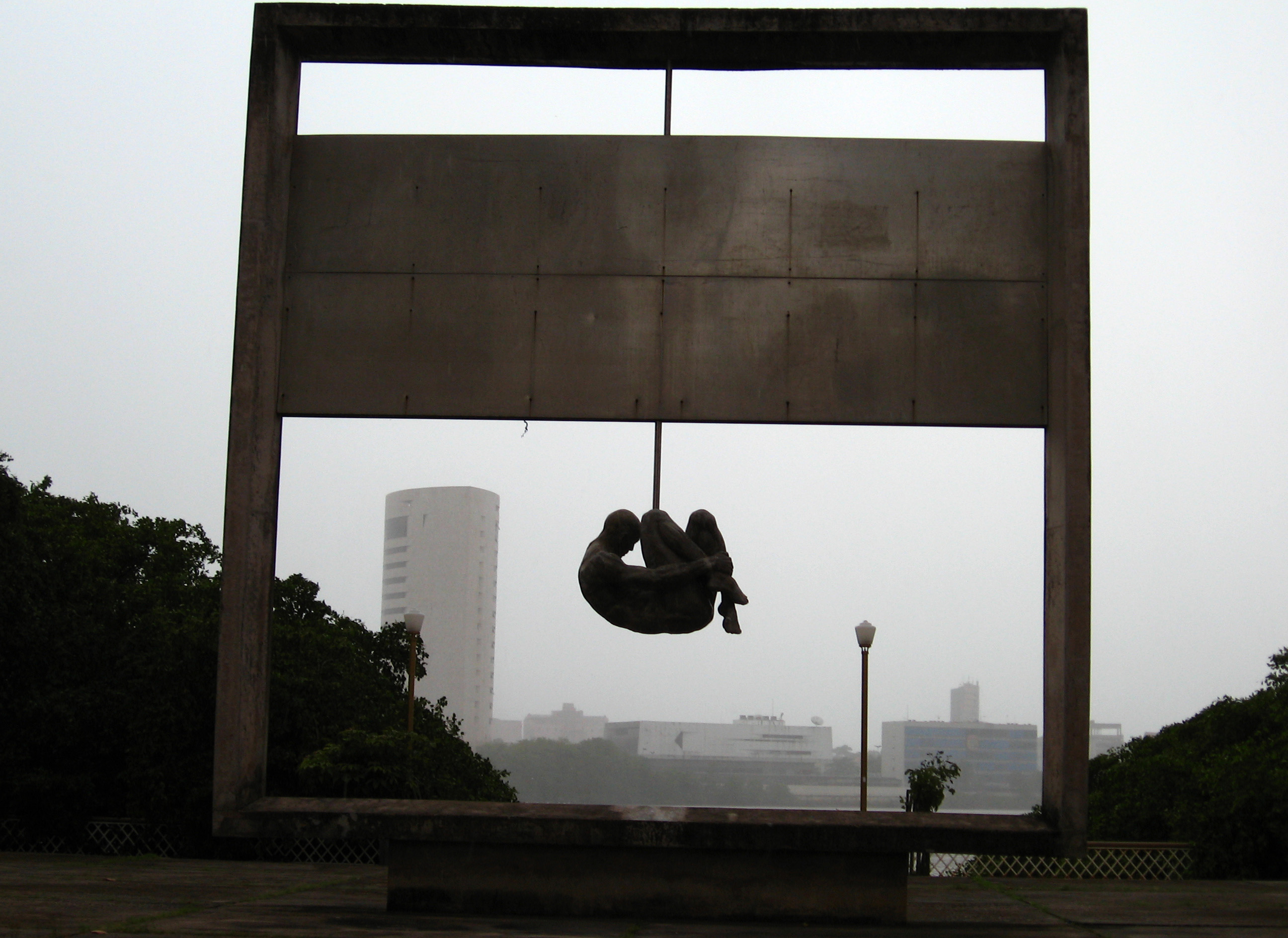
O Monumento Tortura Nunca Mais, no Recife, foi o primeiro monumento construído no país em homenagem aos mortos e desaparecidos políticos brasileiros, e apresenta o corpo de um homem nu em posição da tortura de pau de arara.

O Monumento Tortura Nunca Mais é um monumento localizado na praça Padre Henrique, à Rua da Aurora, cidade do Recife, Pernambuco, Brasil. Concebido pelo arquiteto piauiense Demétrio Albuquerque, foi o primeiro monumento construído no país em homenagem aos mortos e desaparecidos políticos brasileiros.
Sua construção foi decorrente de um concurso público realizado pela prefeitura do Recife em 1988, que previa, não só a construção de um monumento que emblemasse as condições de tortura e desrespeito à dignidade da pessoa humana às quais diversas pessoas estiveram sujeitas durante o regime militar brasileiro, como toda a revitalização do local.

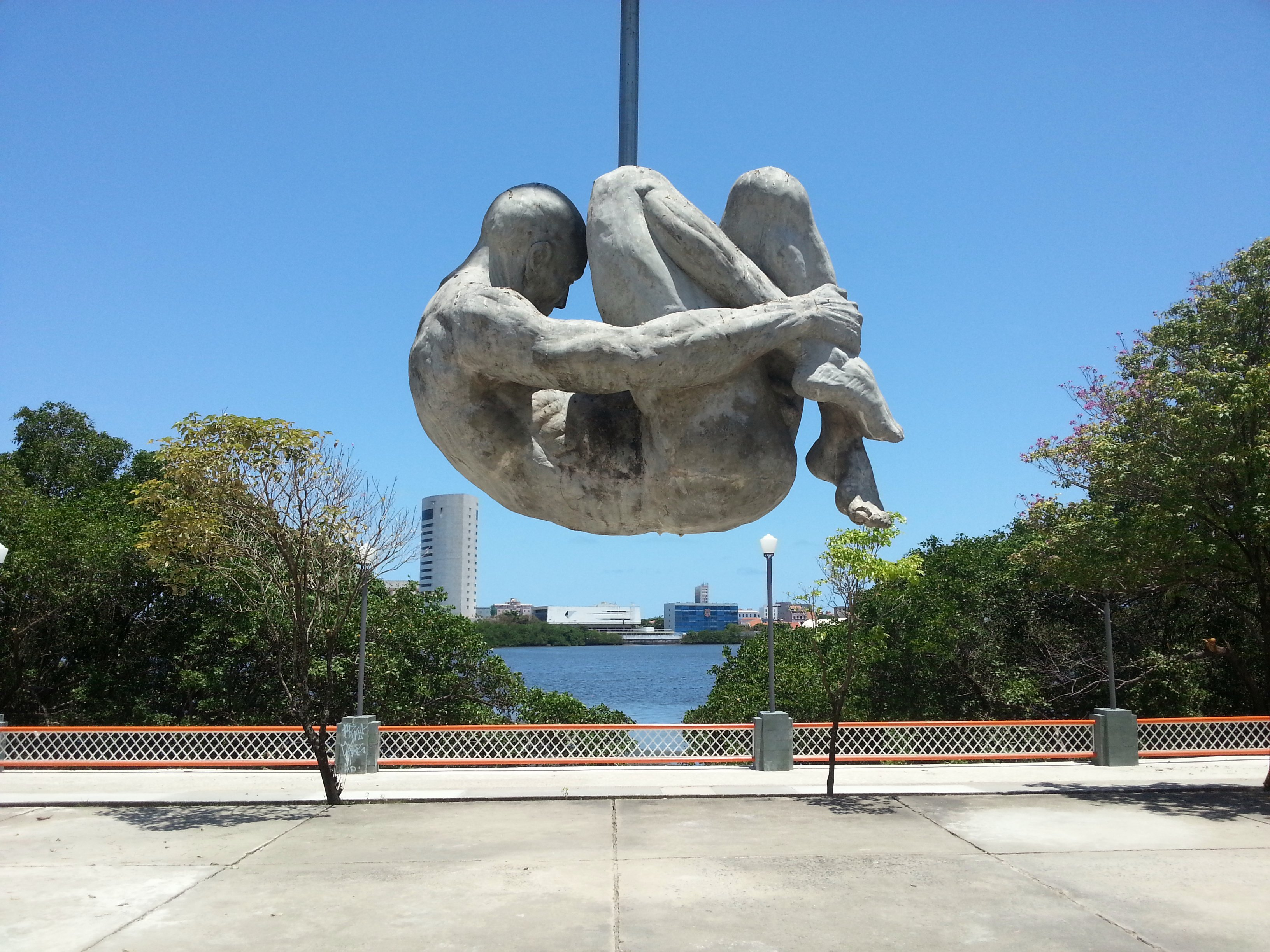
Monumento Tortura Nunca Mais fotografia, 2015.

Foi inaugurado em 27 de agosto de 1993 e é, desde então, considerado um dos pontos turísticos da cidade.

## História
Decorrente de um concurso realizado pela Prefeitura do Recife e o movimento Tortura Nunca Mais em fevereiro de 1988, na primeira gestão de Jarbas Vasconcelos, onde participaram mais de 20 equipes de artistas e arquitetos, sendo vencedor o projeto inscrito pelos arquitetos Eric Perman, Albérico Paes Barreto, Luiz Augusto Rangel e Demétrio Albuquerque. Sendo este responsável, também, pela criação e execução da escultura do monumento. O edital do concurso, também, previa a reurbanização do local. Foi construído 5 anos depois através de um contrato de comodato com a associação Brasileira de Cimento Portland, que desejava implantar á beira do rio Capibaribe um espaço para exposições sobre cimento.
Finalmente foi inaugurado no dia 27 de agosto de 1993 às 10 da manhã com a presença de lideranças políticas e familiares de mortos e desaparecidos políticos.[carece de fontes?]
O monumento se descreve como uma moldura de concreto de 7.00 x 7.00 mt vazada, contendo uma chapa de aço inoxidável fixada na metade superior sustentando uma escultura de um homem pendurado por uma haste de aço inoxidável, feita em concreto de aprox. 1.80 x 1.60 x .80 mt., em posição fetal com referência a posição de tortura chamada de "Pau de arara". Segura com a mão esquerda a haste que o prende. Seu rosto se encontra virado rumo ao rio Capibaribe como um protesto, uma vergonha de quem o encontra assim.
Essa simbologia foi escolhida como um emblema das condições reais dos torturados durante o regime militar, mais que isso como uma representação da condição humana de degradação, isolamento, exclusão e abandono a que todos nós fomos submetidos e ainda somos todas as vezes que a dignidade humana é desrespeitada no Brasil.